# 紫筒草
紫筒草（学名：Stenosolenium saxatile），又名狭管紫草，是紫草科紫筒草属的植物。分布在蒙古、俄罗斯以及中国大陆的陕西、内蒙古、山西、吉林、辽宁、河北、黑龙江、宁夏、甘肃、青海等地，生长于海拔200米至1,000米的地区，多生长于低山、路旁、丘陵、平原地区的草地和田边。